# Morašice (district de Znojmo)
Pour les articles homonymes, voir Morašice.
Morašice (en allemand : Moratitz) est une commune du district de Znojmo, dans la région de Moravie-du-Sud, en République tchèque. Sa population s'élevait à 227 habitants en 2020.

## Géographie
Morašice se trouve à 16 km au nord-est de Znojmo, à 40 km au sud-ouest de Brno et à 179 km à l'est-sud-est de Prague.
La commune est limitée par Trstěnice au nord, par Skalice au nord-est, par Hostěradice à l'est, par Želetice au sud, et par Horní Dunajovice à l'ouest.

## Histoire
La première mention écrite de la localité date de 1253.

## Transports
Par la route, Morašice se trouve à 18 km de Moravský Krumlov, à 20,5 km de Znojmo, à 58 km de Brno et à 219 km de Prague.